# Лялин, Василий Константинович
Василий Константинович Лялин (1920—1989) — полковник Советской Армии, участник Великой Отечественной войны, Герой Советского Союза (1944).

## Биография
Василий Лялин родился 9 января 1920 года в селе Двуречная (ныне — Двуречанский район Харьковской области Украины). После окончания Харьковского машиностроительного техникума работал технологом на тракторном заводе. В 1938 году Лялин был призван на службу в Рабоче-крестьянскую Красную Армию. В 1940 году он окончил Мелитопольскую военную авиационную школу лётнабов. С июня 1941 года — на фронтах Великой Отечественной войны.
К октябрю 1943 года капитан Василий Лялин был штурманом эскадрильи 8-го отдельного разведывательного авиаполка 8-й воздушной армии 4-го Украинского фронта. К 25 октября он совершил 171 боевой вылет на воздушную разведку вражеских войск и объектов.
Указом Президиума Верховного Совета СССР от 13 апреля 1944 года за «образцовое выполнение боевых заданий командования по разведке оборонительных рубежей, скоплений живой силы и боевой техники противника и проявленные при этом мужество и героизм» капитан Василий Лялин был удостоен высокого звания Героя Советского Союза с вручением ордена Ленина и медали «Золотая Звезда» за номером 3362.
После окончания войны Лялин продолжил службу в Советской Армии. В 1952 году он окончил Военно-воздушную академию
. В 1961 году в звании полковника Лялин был уволен в запас. Проживал в Одессе, работал в тресте стройматериалов. Умер 18 июля 1989 года, похоронен на Таировском кладбище Одессы.
Был также награждён двумя орденами Красного Знамени, двумя орденами Отечественной войны 1-й степени, двумя орденами Красной Звезды, рядом медалей.

## Память
- На здании аэроклуба, где ранее располагалась Мелитопольская авиационная школа, в которой обучался Герой, 17 августа 2013 года установлена мемориальная доска[3].